# Gianni Coscia
Gianni Coscia (Alessandria, 23 gennaio 1931) è un fisarmonicista italiano la cui attività di musicista si è espletata in particolare nel settore del jazz moderno.

## Biografia
Inizia a suonare in età giovanile utilizzando una fisarmonica Massobrio appartenente al padre. Al liceo è compagno di classe di Umberto Eco, con il quale scrive alcuni spettacoli di rivista.
Nel 1974 suona nel brano Quel mazzolin di fiori,  interpretato da Topo Gigio e inciso nell'album Topo Gigio a Canzonissima.
Nel 1985 incide Gianni Coscia - l'altra fisarmonica. Nel 1989 con l'album La briscola si classifica al secondo posto del Top Jazz.
L'anno successivo con la Big Band di Giorgio Gaslini partecipa al festival di Roccella Jonica. Nel 1991 con l'orchestra sinfonica della RAI prende parte all'opera Ascesa e rovina della città di Mahagonny di Kurt Weill e nello stesso anno esegue il concerto per bandoneòn e orchestra di Astor Piazzolla con il complesso da camera di Pavia.
Successivamente è designato dalla RAI per rappresentare l`Italia al festival internazionale di Jazz di Pori (Finlandia) e prende parte alla trasmissione televisiva per Rai 1 in onore di Gorni Kramer. 
Nel 1992 e nel 1994 suona con Milva in tournée in Giappone, esibendosi anche come solista, mentre nel 1993 collabora con Luciano Berio alla stesura di musiche per uno spettacolo contro l'antisemitismo, incidendo nello stesso anno l'album il Bandino. Sempre nello stesso anno collabora all'album di Francesco Guccini Parnassius Guccinii. Nel 1994 registra l'album Radici con Gianluigi Trovesi e con lui si esibisce all'Umbria Jazz Festival. Grazie al successo di tale cd (che giunge alle 10 ristampe) il duo fa tournée in Danimarca, Francia, Paesi Bassi, Austria, Germania, Tunisia, Spagna, Siria, Giordania e Inghilterra, mentre come solista partecipa al decimo Toholampi Accordion Week in Finlandia.
Nel 1996 è nominato membro del consiglio di amministrazione dell'Accademia Musicale Chigiana.
Nel 1997 a Umbria Jazz prende parte al progetto Banda Sonora di Battista Lena. Il CD allegato a Musica Jazz nel novembre dello stesso anno lo vede partecipe in trio con il trombettista Enrico Rava e con il percussionista Naco. Inoltre firma con Fred Ferrari la colonna sonora del film Altri uomini (1997) con Claudio Amendola e Veronica Pivetti e riceve il Premio Kramer dalla città di Stradella.
Nel giugno 1998 registra l'album La bottega di Gianni Coscia con i solisti Gianluigi Trovesi al clarinetto, Enzo Pietropaoli al basso, Andrea Dulbecco al vibrafono e una formazione composta da flauto, oboe, fagotto e corno. Questo lavoro viene presentato a Umbria Jazz. In ottobre suona con Trovesi a Wuppertal alla manifestazione per i 25 anni di attività teatrali di Pina Bausch. In novembre suona in Cina con il progetto Banda Sonora di Battista Lena.
Con Trovesi realizza agli inizi del 1999 l'album In cerca di cibo per la ECM (con note di copertina scritte da Umberto Eco). Nel 2000 la critica tedesca gli conferisce il premio "Preiser der Deutschen Schallplattenkritik". Nel luglio dello stesso anno suona a Roma alla stagione concertistica estiva dell'Accademia di Santa Cecilia. In estate partecipa al festival tedesco di jazz internazionale di Moers.
Nel 2002 presenta il nuovo CD Archiliuto a Bergamo e svolge una tournée in Canada, durante la quale suona al Festival Internazionale di Jazz a Montréal, partecipa al Festival Internazionale di Jazz dell'Aia, e presenta il CD La bancarella, nell'ambito di Umbria Jazz.
La sua attività prosegue nel 2003 al Festival di Jazz di San Francisco e con concerti in Italia e all'estero. Nel 2004 pubblica l'album Galleria del Corso in duo con Renato Sellani e nel mese di maggio dello stesso anno la città di Alessandria gli conferisce il premio Gagliaudo d'oro. Il 30 dicembre suona all'Umbria Jazz Winter a Orvieto in duo con Renato Sellani.
Nel 2005 pubblica Round about Weill in duo con Gianluigi Trovesi (edito dalla ECM). Tra il 2005 e il 2014 suona continuativamente in duo con Trovesi. Nel 2007 collabora con Adriano Celentano nell'album Dormi amore, la situazione non è buona.
Nel settembre 2014 realizza l'album Ansema con il gruppo di folk piemontese Tre Martelli, edito per la Felmay.
Nel 2018 pubblica insieme a Max De Aloe, Daniele di Bonaventura e Manuela Loddo l’album Sospiri Sospesi.

## Discografia
- I CD di Gianni Coscia, su ibs.it (archiviato dall'url originale il 6 marzo 2016).